# Vathy
Vathy (in greco Βαθύ?) è un ex comune della Grecia che si trova nell'isola di Samo, nella periferia dell'Egeo Settentrionale (unità periferica di Samo) con 12.384 abitanti secondo i dati del censimento 2001.
È stato soppresso a seguito della riforma amministrativa, detta Programma Callicrate, in vigore dal gennaio 2011 ed è ora compreso nel comune di Samo.